# マムアングアン

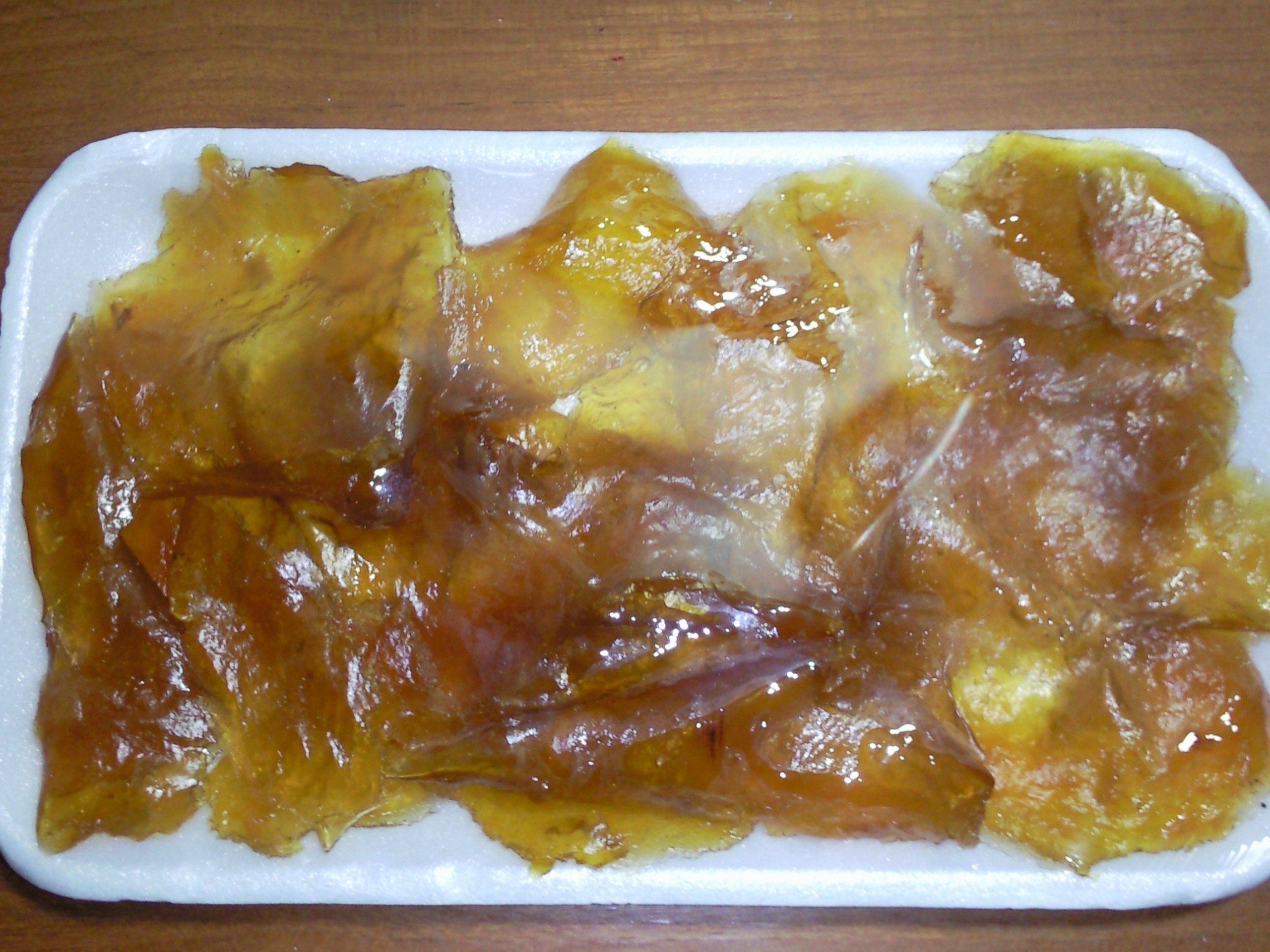
マムアン・クアン

マムアングアン （ タイ語: มะม่วงกวน、タイ語発音: [má.mûaŋ kūan] マムアン・クアン、文字通りには〈混ぜたマンゴー〉）は、かき混ぜマンゴーとも称される、伝統的なタイの菓子である。 ドライマンゴーに似ているが、正確にはペースト状にしたマンゴーを砂糖、少量の塩と共に加熱しながら練り、板の上に広げて天日で乾燥させる。
細くて繊細な金色の外観を有し、歯ごたえがある。時には円状やらせん状、花を模した形にしたうえで提供される。